# Fernão Mendes Pinto
Fernão Mendes Pinto (Montemor-o-Velho, Portugal, ¿1510-14? -— Pragal, Portugal, 8 de julio de 1583) fue un explorador y aventurero portugués, recordado por haber formado parte en 1543, como jesuita, de la primera expedición portuguesa que logró llegar a Japón y, como tal, responsable de la introducción de armas de fuego en ese país.

## Biografía

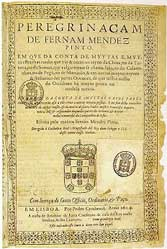
Peregrinação,el famoso libro de Fernão Mendes Pinto

Siendo pequeño, un tío lo llevó a Lisboa, donde comenzó a trabajar en la casa de D. Jorge de Lencastre, duque de Aveiro, hijo del rey Juan II de Portugal. Allí permaneció durante unos cinco años, dos de ellos como mozo de cámara del propio Jorge.
En 1537, viajó a la India para encontrarse con sus dos hermanos. De acuerdo con los relatos de su obra Peregrinación, durante una expedición al mar Rojo en 1538 Mendes Pinto participó en un combate naval contra los otomanos, en el que fue hecho prisionero y vendido a un griego y posteriormente a un judío que lo llevó a Ormuz, donde fue rescatado por los portugueses.
Acompañó a Malaca a Pedro de Faria, desde donde partió para sus aventuras, habiendo recorrido durante 21 accidentados años las costas de Birmania, Siam, las islas de la Sonda, Molucas, China y Japón. En uno de sus viajes a este país conoció a San Francisco Javier, e influenciado por su personalidad, decidió entrar en la orden de los jesuitas y promover una misión jesuita en Japón.
En 1554, después de liberar a sus esclavos, se fue a Japón como un novicio de la Compañía de Jesús y como embajador del virrey D. Afonso de Noronha junto con Daimyo de Bungo. Este viaje fue una decepción para él, tanto en lo que respecta al comportamiento de su compañero, como en lo que respecta a la conducta de la Compañía. Disgustado, abandonó el noviciado y regresó a Portugal.
Con la ayuda del exgobernador de la India, Francisco Barreto, consiguió los documentos privativos de sus sacrificios por su país, que le dieron derecho a una pensión que nunca recibió. Desilusionado, se fue a Valle de Rosal, en Almada, donde permaneció hasta su muerte y donde escribió entre 1570 y 1578, la obra que dejó, su inimitable Peregrinación. Esta obra sólo sería publicada 20 años después de la muerte del autor, temiéndose que el original fuese modificado donde apareciesen los jesuitas.
Dejó una historia tan fantástica de lo que vivió (la Peregrinación, publicada póstumamente en 1614) , que durante mucho tiempo se dudó de su veracidad, de modo que de forma jocosa había un dicho con su nombre: «Fernão, Mentes? Minto», o sea: «Fernando, ¿Mientes? ¡Miento!».
El dramaturgo español del Siglo de Oro Antonio Enríquez Gómez le dedicó dos comedias que fueron muy aplaudidas.